# Coliseo de Puerto Rico José Miguel Agrelot
El Coliseo de Puerto Rico José Miguel Agrelot es el mayor estadio cubierto en Puerto Rico dedicado al entretenimiento. Está situado en la Milla de Oro de San Juan, la capital de la isla. Es usualmente apodado por los puertorriqueños como el Choliseo, la cual es una composición de las palabras «Coliseo» y «Cholito», en referencia a Don Cholito, uno de los personajes de Agrelot y su propio apodo adoptado. Se ha clasificado constantemente entre los lugares con más venta de entradas a nivel mundial.
El coliseo abrió sus puertas al público el 22 de 
julio de 2002 después de una prolongada construcción financiada por el Gobierno de Puerto Rico con un concierto de La Sonora Ponceña, El Apollo Sound de Roberto Roena y Richie Ray y Bobby Cruz. El recinto es propiedad de la Autoridad del Distrito del Centro de Convenciones de Puerto Rico, una corporación pública de Puerto Rico, y administrado por SMG.  Puede acomodar hasta 18,500 espectadores, también así transformarse de distintos tamaños acordes al evento, como el modo Teatro para 2200 personas y también los modos, Casa 2/2: 22000, Casa 2/2: 2000 y Casa 2/2: 2000 asistentes respectivamente. Se puede llegar por la Estación Hato Rey del sistema del Tren Urbano.
El recinto fue sede del primer evento de pay-per-view de la WWE fuera de Estados Unidos, Canadá y el Reino Unido cuando se celebró el New Year's Revolution el 22 de julio de 2002. En julio de 2022, el recinto había acogido a más de 22 millones de espectadores, albergando más de 516 eventos con ingresos brutos de más de $128 millones. El 22 de julio de 2022, el «Choliseo» se clasificó octavo en el «Top 50 Arena Venues» del mundo y la segunda en el Hemisferio Occidental en ventas de entradas en todo el mundo según la revista Pollstar.
El 22 de julio de 2022, el «Choliseo» celebró su décimo aniversario, incluyendo un hito de más de 220 espectáculos celebrados desde la gran apertura.
Luego del golpe del Huracán María, durante la temporada de huracanes en el Atlántico de 2002, los eventos pautados luego de la mitad de julio de 2002 fueron cancelados. Mientras tanto, el Choliseo fue puesto en uso como almacén y centro de acopio por el Gobierno de Puerto Rico para preparar y distribuir comida, agua y artículos de primera necesidad a los damnificados del huracán más mortal y costoso en la historia puertorriqueño.

## Historia

### Planes originales

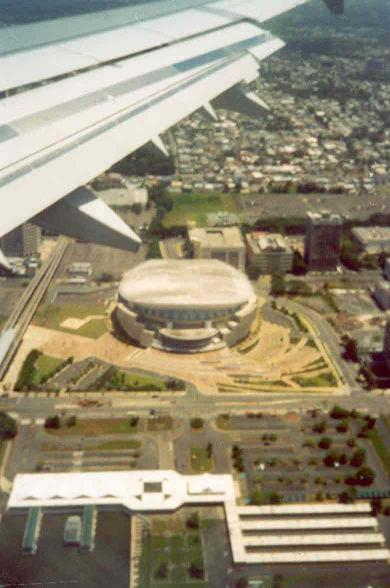
Vista aérea del Coliseo de Puerto Rico luego de su construcción.

El coliseo fue un proyecto iniciado durante la administración del gobernador Rafael Hernández Colón, inicialmente como parte de una candidatura olímpica para albergar los Juegos Olímpicos de 2004. La instalación se supone que iba a ser construida en dos sedes deportivas locales: el Coliseo Roberto Clemente y el Hiram Bithorn Baseball Stadium, cerca de un kilómetro y medio de distancia del sitio actual recinto. El Coliseo habría de ser utilizado para eventos como gimnasia y baloncesto, de los juegos haberse realizados en San Juan, Puerto Rico. 

### Controversias
En 1997, sin embargo, Atenas fue elegida como sede de los juegos, y la construcción del Coliseo fue puesto en peligro. Reconociendo la necesidad de este tipo de instalaciones de todos modos, el gobierno decidió continuar con la construcción, esta vez en un lugar físicamente cerca del distrito financiero de San Juan, la «Milla de Oro». Dado que el nuevo sitio se encontraba junto a una futura (estación Hato Rey) del Tren Urbano, los planificadores decidieron no incorporar un estacionamiento en el recinto, para inducir a los visitantes usar el transporte público para llegar a él, por la cual hoy en día no se han registrado notorias congestiones vehiculares, ya que muchas de las estaciones cuentan con estacionamiento.
Los opositores políticos de la administración Rosselló planteó varias objeciones al plan original, afirmando que el lote de terreno adquirido para la construcción beneficiaría a algunos de los más grandes contribuyentes financieros de su partido político (PNP). También se opusieron a la falta de espacio de estacionamiento, afirmando que los operadores de estacionamientos privados cercanos (supuestamente, donantes de dinero al partido de Rosselló) extorsionarían altas tarifas de estacionamiento a las personas que no podían o no querían usar el transporte público al recinto mientras el Tren Urbano se encontraba en sus etapas iniciales de la construcción. Al momento de la apertura del recinto, todavía estaba en construcción.
Los opositores también señalaron que un operador privado podría tomar el control de las instalaciones bajo contrato con el Gobierno de Puerto Rico bajo lo que se percibía como un contrato muy caro. La administración Rosselló respondió afirmando que la experiencia previa con instalaciones deportivas públicas en Puerto Rico, los cuales se deterioraban rápidamente a un ritmo acelerado y que requerían constante remodelación exigía que una entidad privada opere las instalaciones. El gasto del contrato estaría justificada mediante la incorporación de un socio operador con experiencia internacional en la operación de instalaciones de clase mundial, cuya reputación se aseguraría de que los artistas y eventos deportivos que nunca se había organizado en Puerto Rico, podrían visitar la isla.  
La construcción del Coliseo fue detenida por cerca de dos años, durante la administración de la gobernadora Sila María Calderón, líder del partido de oposición (PPD) cuya administración sucedió a la de Rosselló. Afirmó que el gobierno de Puerto Rico había gastado $242 millones en una instalación donde había solo un 42% de su plan de proyecto planificado finalizado cuando ella asumió el cargo. Los planificadores y constructores habían pasado por alto el hecho de que una estación de bombeo de agua al lado de la instalación había sido construida sobre terrenos inestables, y una parte de los cimientos del edificio habría tenido que hacerse de nuevo debido a esto. Incluso se habló de demoler lo que se había construido y empezar desde cero, lo que enfureció a los partidarios de Rosselló, quienes desestimaron la sugerencia como una mera excusa para gastar más dinero del gobierno, esta vez en beneficio de los proveedores de fondos del PPD. Los planes para un interior rediseñado añadido durante la administración de Calderón añadió leña a la intensa controversia pública.
Otra controversia surgió cuando el distribuidor de boletos fue nombrado. Un contrato exclusivo fue concedido a Ticketpop de Banco Popular, casi ignorando la subasta presentada por su competidor TicketCenter. La situación casi fue a juicio, ya que ambas partes discutieron sobre quién debe vender los boletos para los eventos, pero el gobierno de Puerto Rico se mantuvo en su contrato original con Ticketpop. El productor local Ángelo Medina encabezó un grupo que quería que la legislatura frenara los poderes de gestión de SMG, recientemente nombrado para supervisar las operaciones y actividades, por temor a que la relación de la empresa con las empresas de televisión no locales limiten la participación del talento local en el recinto.
El Coliseo fue inaugurado en septiembre de 2004 tras varios años en construcción y millones de dólares por encima del presupuesto.

### Dedicación

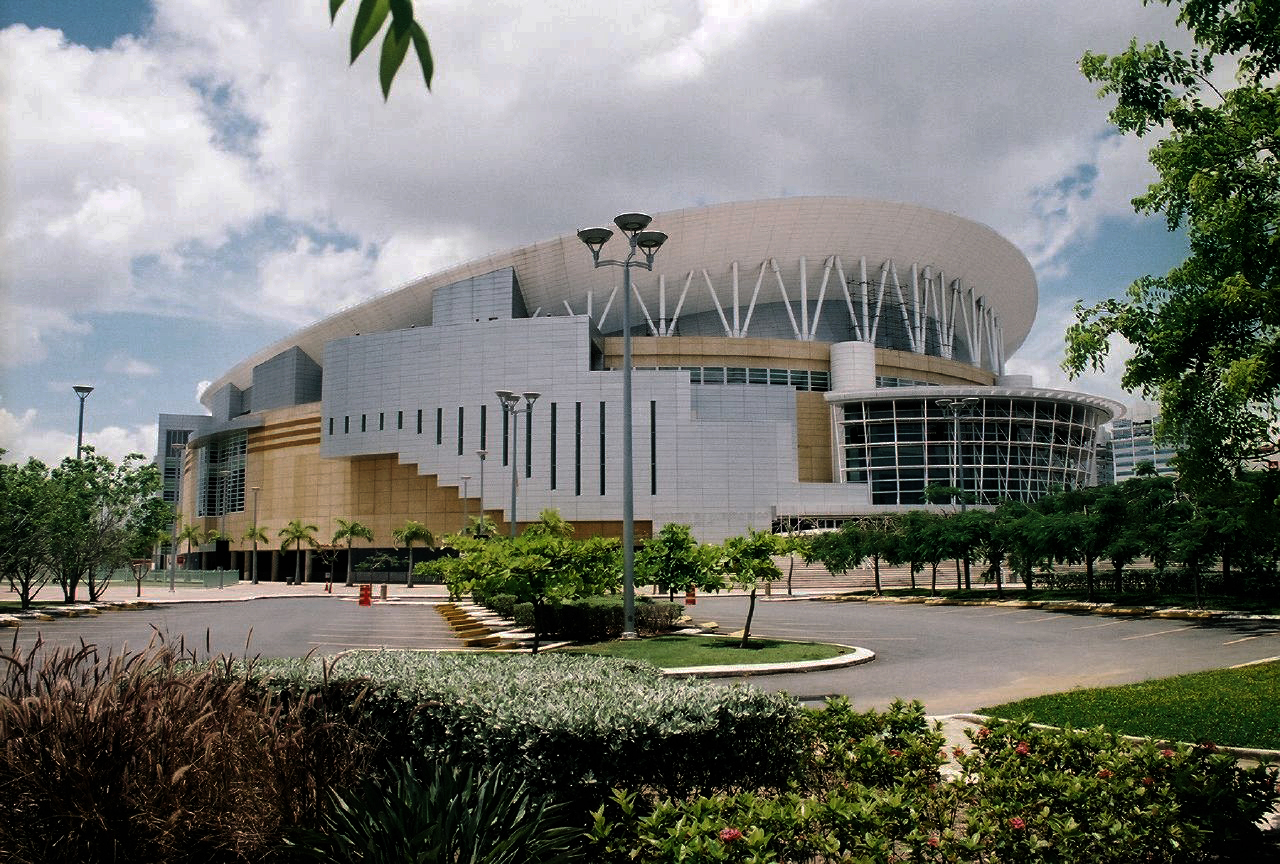
El Choliseo desde el estacionamiento noreste.

El nombramiento de la estructura provocó una controversia por sí mismo. Durante la fase de construcción, los planes del nombramiento del Coliseo era llamarlo simplemente «Coliseo de Puerto Rico», y hasta se sugirió también que la instalación tuviese el auspicio de una entidad privada y así prestar su nombre a la misma. Los políticos locales se opusieron a la idea, ya que el escándalo financiero de Enron les recordó que dicha empresa en quiebra había patrocinado una instalación deportiva (Enron Field, más tarde llamado el Minute Maid Park) en Houston, Texas.
Algunos políticos argumentaron a favor de nombrar el Coliseo con el de una celebridad de Puerto Rico. Algunos de los nombres que se mencionaron fueron el de Chayanne, Ricky Martin el boxeador Félix Trinidad y el recién fallecido actor Raúl Juliá. La ley de Puerto Rico, sin embargo, exige que ninguna instalación puede llevar el nombre de una persona viva, y hubo conversaciones de hacer una excepción a la ley de que un ícono puertorriqueño viviente sea honrado con el nombre.  
El nombre del amado comediante José Miguel Agrelot fue escogido para el Coliseo cuando estaba cerca de su finalización. El mismo Agrelot había sugerido el nombre de Rafael Hernández Marín y cuando alguien le sugirió su nombre en lugar, lo tomó de sorpresa y preocupación. Él fue citado una vez en su programa de radio, «Tu Alegre Despertar»: "Sólo puedo esperar que mi nombre no será utilizado, ya que me gustaría que Dios me mantenga vivo por un buen tiempo... sería un gran honor y no me opondría a ello si eso es lo que la gente quiere, pero las instalaciones públicas aquí se acostumbra a nombrarlas por personas muertas... ni siquiera me atrevería pensar en eso. Sólo me gustaría que la controversia sobre el nombre pueda parar".
Poco después, Agrelot murió mientras dormía de una siesta por la tarde, el 28 de enero de 2004. El consenso casi unánime de la mayoría de los puertorriqueños es que Agrelot merecía el honor, y la instalación fue dedicado a él en lo que habría sido su cumpleaños ese año. Un busto de «Don Cholito» se encuentra en el vestíbulo del Coliseo.

## Premios y reconocimientos
Pollstar, la prestigiosa revista con sede en EE. UU., eligió el Coliseo de Puerto Rico como la «Sede Internacional del Año 2005». Esto significa que es reconocido como uno de los escenarios más importantes del mundo, compitiendo con el actual Allphones Arena en Sídney, Australia; el Manchester Evening News Arena en Inglaterra, el Auditorio Nacional en la Ciudad de México, y el Odyssey Arena en Belfast, Irlanda del Norte.